# سلوبودان أنتيتش
سلوبودان أنتيتش هو لاعب كرة قدم صربي في مركز الوسط، ولد في 13 نوفمبر 1950 في نيش في صربيا. لعب مع أولمبيك مارسيليا وإي أس نانسي ورادنيتشكي نيش.

## وصلات خارجية
- سلوبودان أنتيتش على موقع قاعدة بيانات كرة القدم.إي يو (الإنجليزية)
- سلوبودان أنتيتش على موقع عالم كرة القدم.نت (الإنجليزية)